# Kadłuby (polana)
 
Kadłuby – polana o powierzchni 3 ha w masywie Ciecienia (także Cietnia, 829 m) w Beskidzie Wyspowym. Znajduje się na południowym grzbiecie grzbietu Gołej Góry, na wysokości 590–650 m n.p.m., w obrębie wsi Przenosza w województwie małopolskim, w powiecie limanowskim, w gminie Dobra.
Na Kadłubach znajduje się dom. Z Przenoszy dochodzi do niego droga gruntowa. Jest to typowy przykład dawnej jednostki osadniczej – zarębku. Osady tego typu powstawały w lesie, najczęściej przez jego wyrąb, z dala od głównego centrum zasiedlenia w dolinie rzek i potoków. Na mapie Geoportalu widać, że polana dawniej była dużo większa i ciągnęła się w górę Gołej Góry, obecnie jej górną część porasta młody las. O tym, że grzbiet ten był kiedyś bezleśny, świadczy również jego nazwa – Goła Góra. Z czasem jednak rolnicze użytkowanie płytkiej i wypłukiwanej przez deszcze gleby stało się nieopłacalne i część takich polan została zalesiona, lub samorzutnie zarosła lasem.

## Przypisy

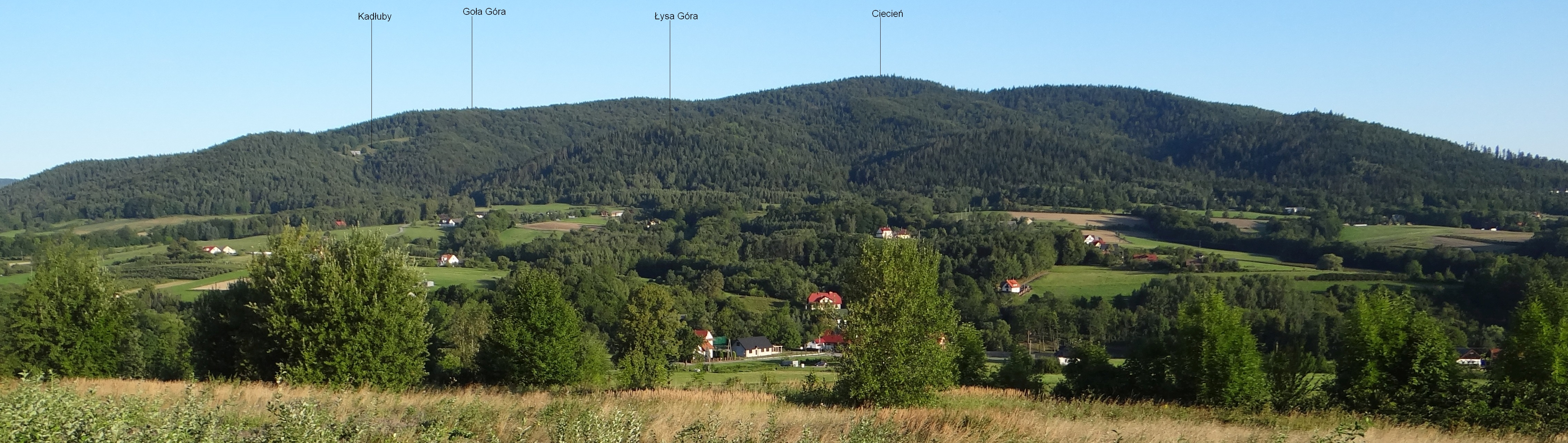
Widok na polanę Kadłuby i Ciecień ze Skrzydlnej